# Lisa McInerney
Pour les articles homonymes, voir McInerney.
Lisa McInerney, née en 1981 à Galway dans la province de Connacht en Irlande, est une romancière et blogueuse irlandaise. Elle a remporté le Baileys Women's Prize for Fiction et le prix Desmond Elliott (en) en 2016 avec son premier roman, Hérésies glorieuses (The Glorious Heresies).

## Biographie
Elle naît en 1981 à Galway dans la province de Connacht en Irlande.
À partir de 2006, elle se fait connaître avec le blog d'humour noir et satirique Arse End of Ireland. Approché par le romancier Kevin Barry, elle écrit Saturday Boring, sa première nouvelle, qui est publié dans le recueil Town and Country: New Irish Short Stories en 2013. 
En 2015, elle publie son premier roman, Hérésies glorieuses (The Glorious Heresies), qui narre le retour d'une mère à Cork après quarante ans d'exils pour retrouver son fils. Ce livre remporte le Baileys Women's Prize for Fiction et le prix Desmond Elliott (en) en 2016. Ce texte est le premier titre d'une trilogie qui se poursuit en 2017 avec The Blood Miracles.

## Œuvre

### Romans
- The Glorious Heresies (2015) Publié en français sous le titre Hérésies glorieuses, traduction de Catherine Richard-Mas, Paris, éditions Joëlle Losfeld, coll. « Littérature étrangère », 2017
- The Blood Miracles (2017) Publié en français sous le titre Miracles du sang, traduction de Catherine Richard-Mas, Paris, éditions Joëlle Losfeld, coll. « Littérature étrangère », 2018 (ISBN 9782072764325)
- The Rules of Revelation (2021) Publié en français sous le titre Les Lois de la révélation, traduction de Catherine Richard-Mas, Paris, éditions Joëlle Losfeld, coll. « Littérature étrangère », 2024 (ISBN 978-2-07-297666-7)

## Prix et distinctions notables
Pour Hérésies glorieuses (The Glorious Heresies) :
- Baileys Women's Prize for Fiction en 2016,
- Prix Desmond Elliott (en) en 2016.